# Marjeta Occhiena
Marjeta Occhiena (poročena Bosco), italijanska mati, kandidatka za blaženo in vzgojiteljica, * 1. april 1788, Capriglio, Italija, † 25. november 1856, Torino.

## Življenjepis
Marjeta Occhiena je bolje poznana po preprostem nazivu mati Marjeta. Je mati svetnika Janeza Boska. Rojena v vasi Capriglio, ki je približno šest kilometrov oddaljena od mesteca Chieri.
O njenem zgodnjem življenju ni veliko znanega. Počasi je odraščala in ni mislila na poroko, zato je odklanjala snubce. Leta 1812 se je poročila z odovelim Frančiškom Boskom, ki je že imel sina iz prvega zakona. Rodila je dva otroka, Jožefa in Janeza. Mož Frančišek je nenadoma umrl leta 1817, ko mu je bilo komaj 33 let.
Velike težave pri vzgoji ji je povzročal pastorek Anton, ki je mlajša polbrata pretepal in zaničeval. V tem težkem obdobju so prišle na dan njene lastnosti: močna volja, iskrenost v mišljenju in govorjenju, odkritosrčnost in resnost pri presojanju ter neutrudnost pri delu.
Sin Janez si je stežka pridobil izobrazbo, največja ovira mu je bil polbrat Anton. A vendar je bil leta 1841 posvečen v duhovnika. Ustalil se je v Turinu, kamor je povabil tudi svojo mater. Leta 1846 se mu je pridružila in mu pomagala pri delu z otroki (začetki oratorija). Deset let je delovala v oratoriju, nato pa je novembra 1856 zbolela.

## Smrt in spomin
Umrla je 25. novembra 1856.

### Postopek za posvečenje
Leta 2006 je bil končan škofijski postopek za kanonizacijo, ter so tozadevni spisi poslani na Sveti sedež. Ker je s tem bila razglašena za ženo, ki je kreposti izvrševala v junaški stopnji, ji pripada odslej naslov častitljive Božje služabnice, ki je druga stopnja kanonizacije v katoliški Cerkvi, kar je stopnja pred razglasitvijo za naslov blažena.